# Mimusops angel
|
Mimusops angel là một loài thực vật thuộc họ Sapotaceae. Đây là loài đặc hữu của Somalia, và hiện đang bị đe dọa vì mất môi trường sống.